# SAAB A36
SAAB A36 е неосъществен проект за първия атомен бомбардировач на Швеция.
Разработването му започва през 1952 година. След 5 години проектът е прекратен, тъй като е предложен модел за самолет с по-добри характеристики – SAAB J 35 Draken.

## Характеристики
Тъй като самолетът е съществувал само на хартия, доста от характеристиките му остават неизвестни.